# Haetera hymenaea
Haetera hymenaea är en fjärilsart som beskrevs av Felder 1867. Haetera hymenaea ingår i släktet Haetera och familjen praktfjärilar. Inga underarter finns listade i Catalogue of Life.